# Музей Принценгоф (Делфт)
Музей Принценгоф (англ. Museum Het Prinsenhof) — історично-меморіальний і художній музей в місті Делфт, Нідерланди.

## Середньовічний монастир
Наприкінці XIV століття стара і багата вдова Елід Бусерс (? — 1409) разом із донькою Агатою приєдналась до черниць. Вони оселились поблизу так званої Старої церкви в приміщенні на Oude Delft, де виник середньовічний монастир Святої Агати. Монастирську назву пов'язують з ім'ям Святої Агати, покровительки доньки пані Бусерс, яка стала першою ігуменею жіночого монастиря. Споруди монастиря вибудовані в стилістиці місцевої готики. З роками монастир збільшився і економічно, був серед найбагатших в місті.

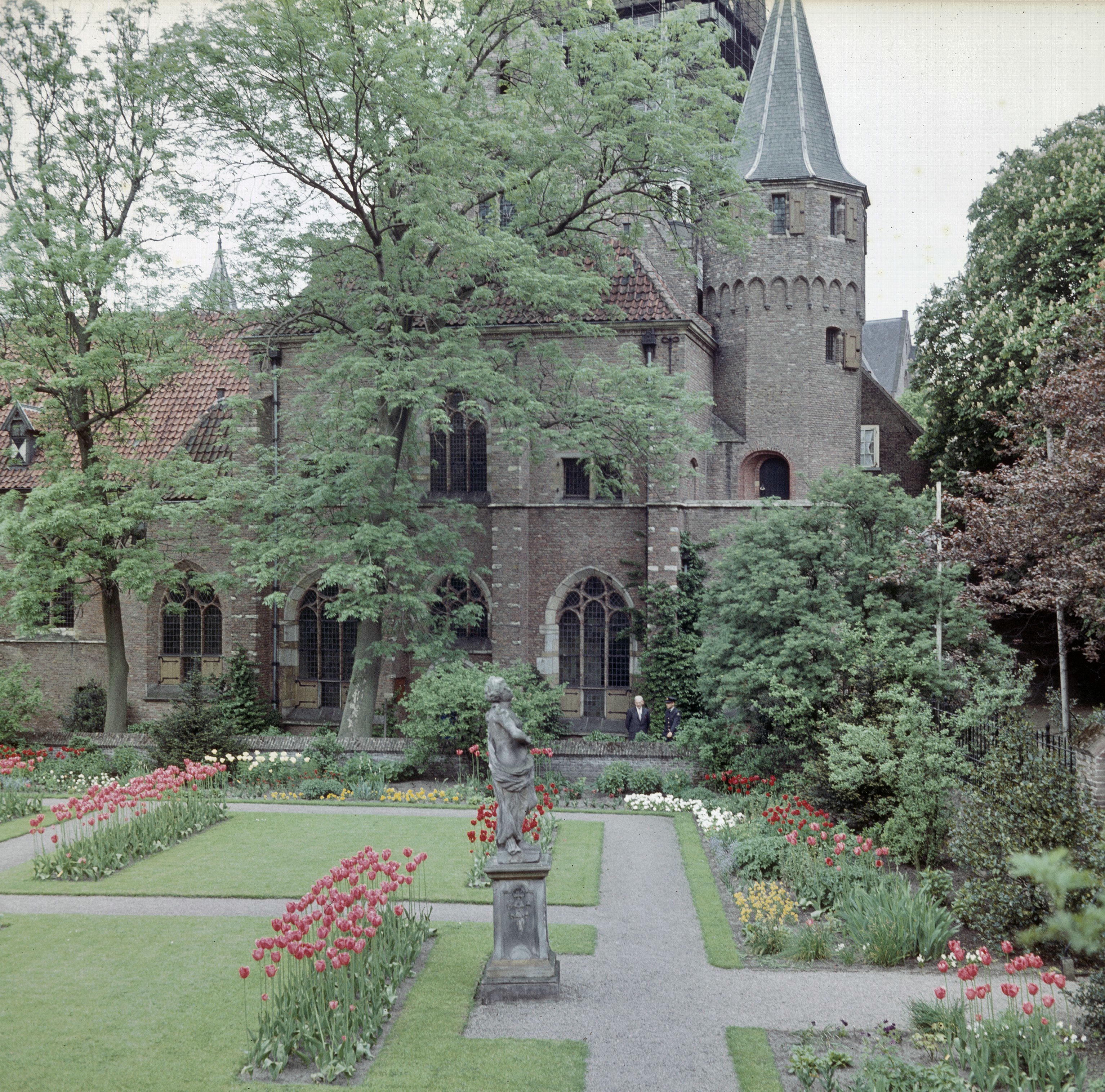
Вигляд двору
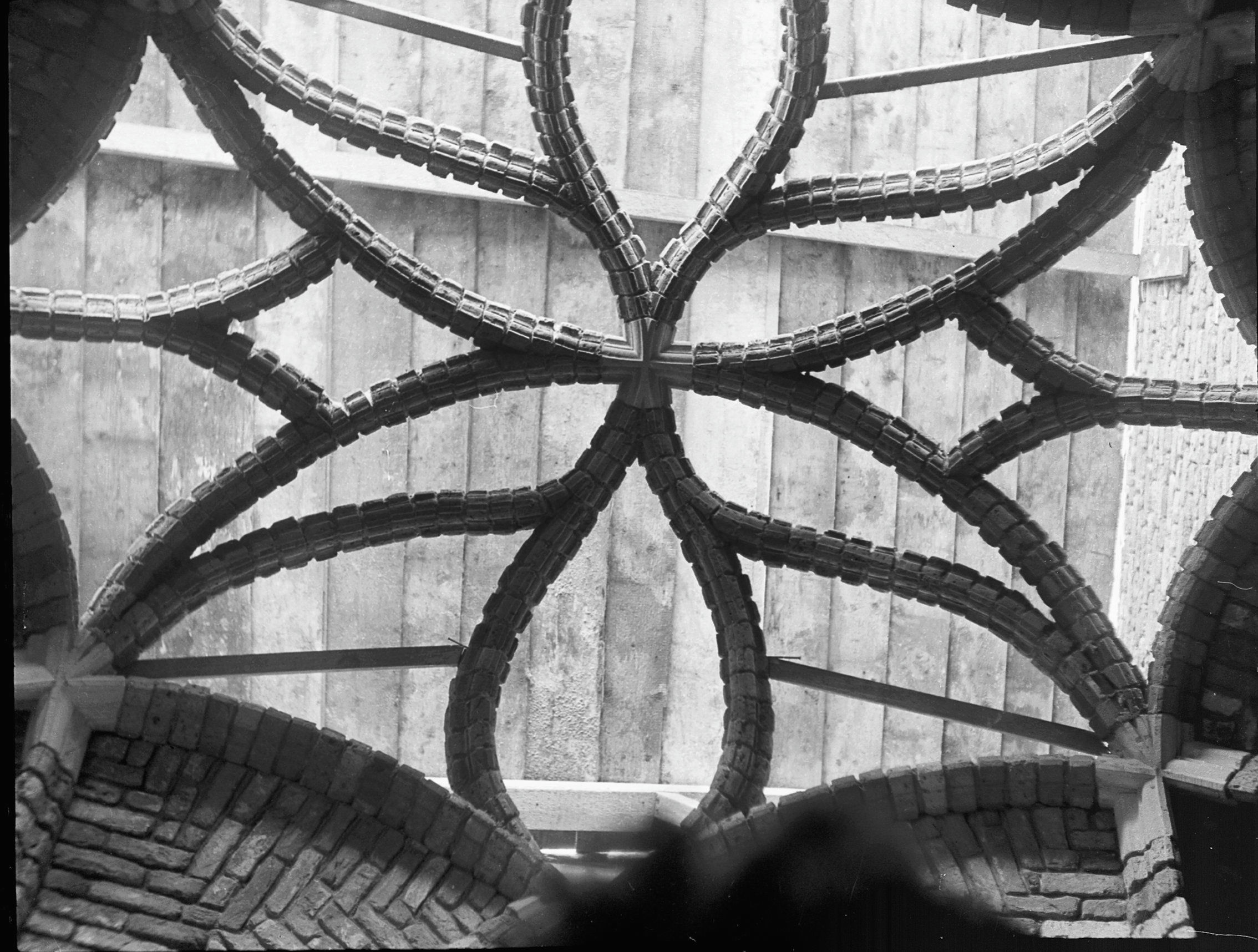
Каркас готичного склепіння під час реставрації і зміцнення
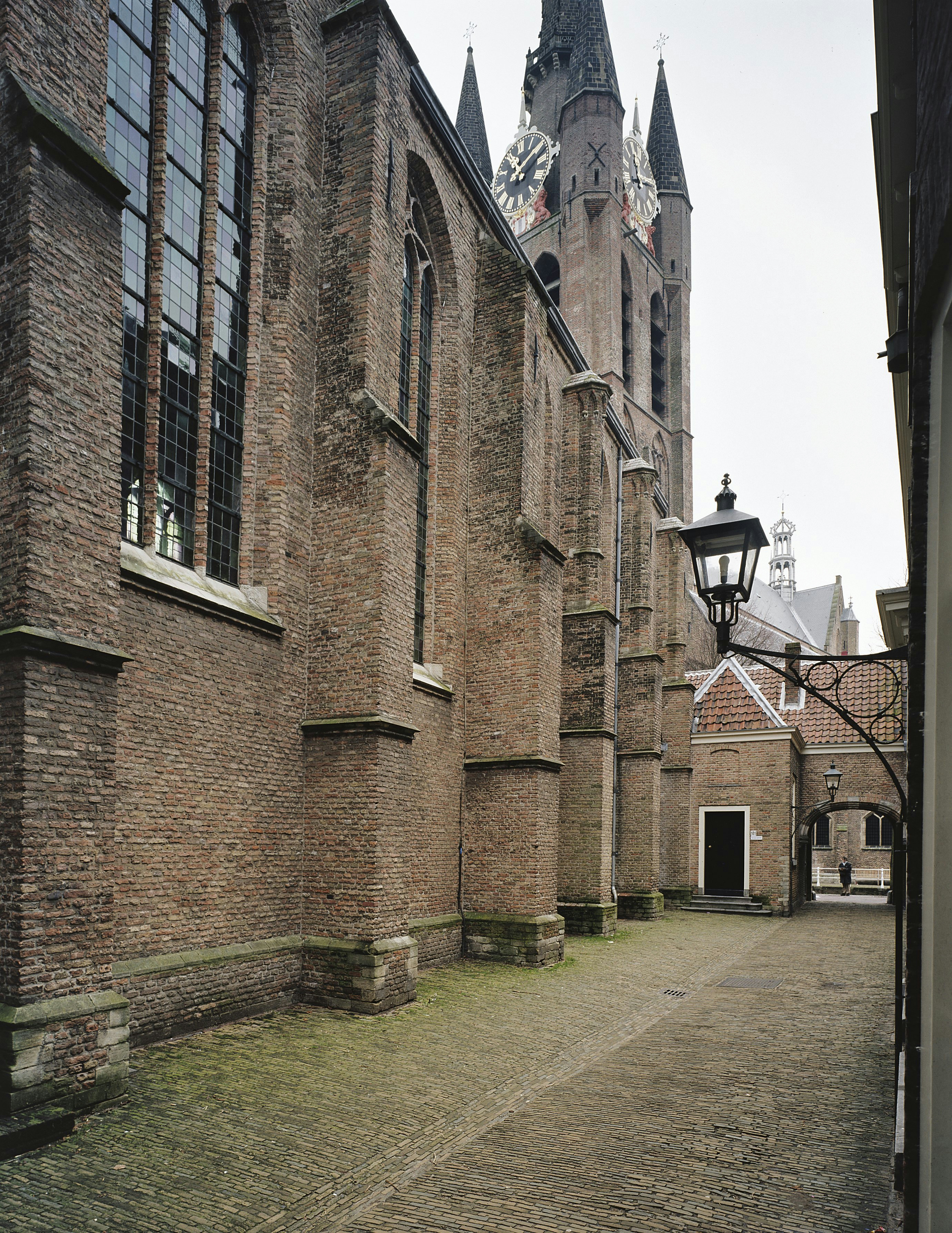
Бічний фасад Старої церкви
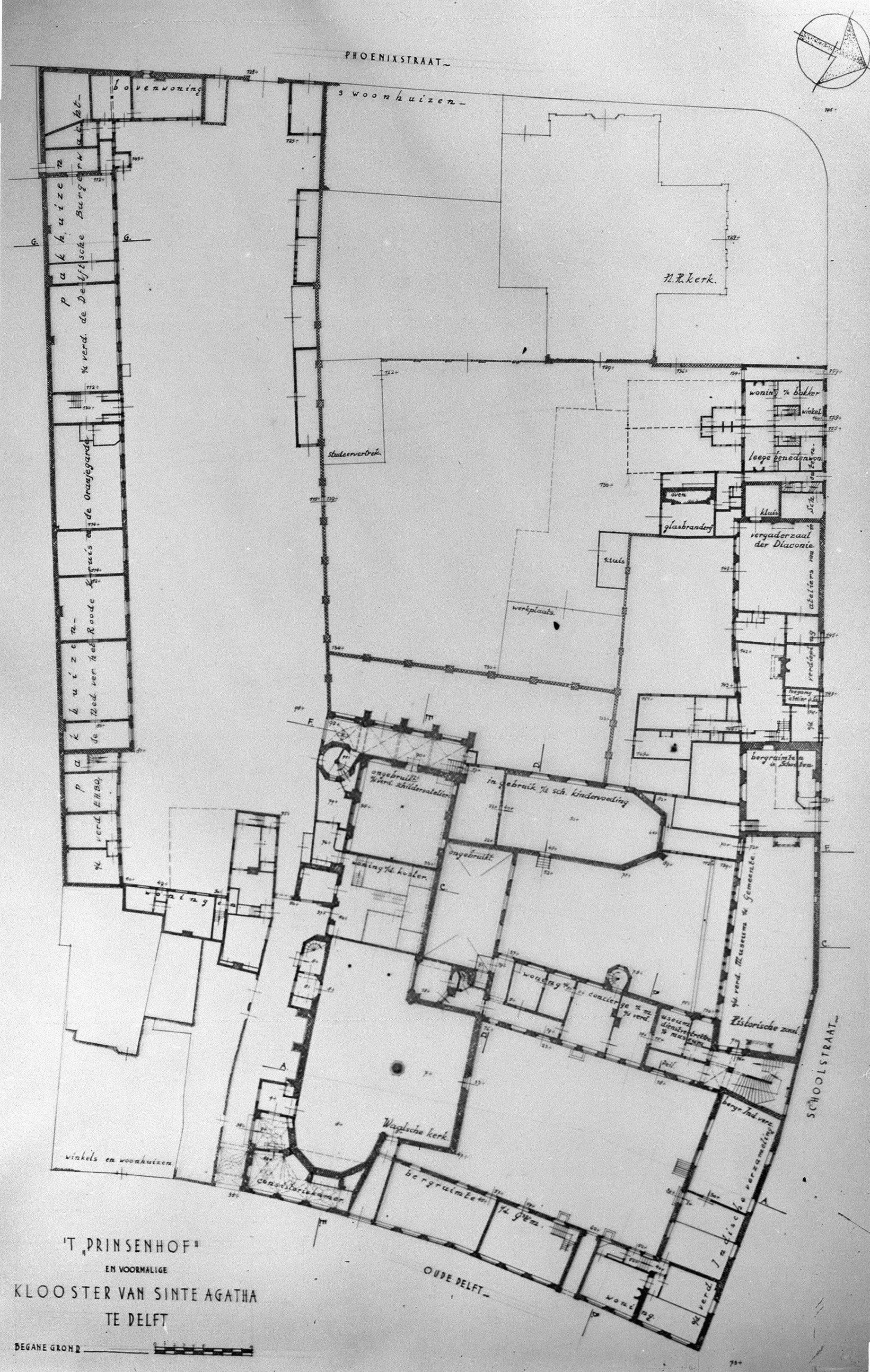
Поземний план споруд
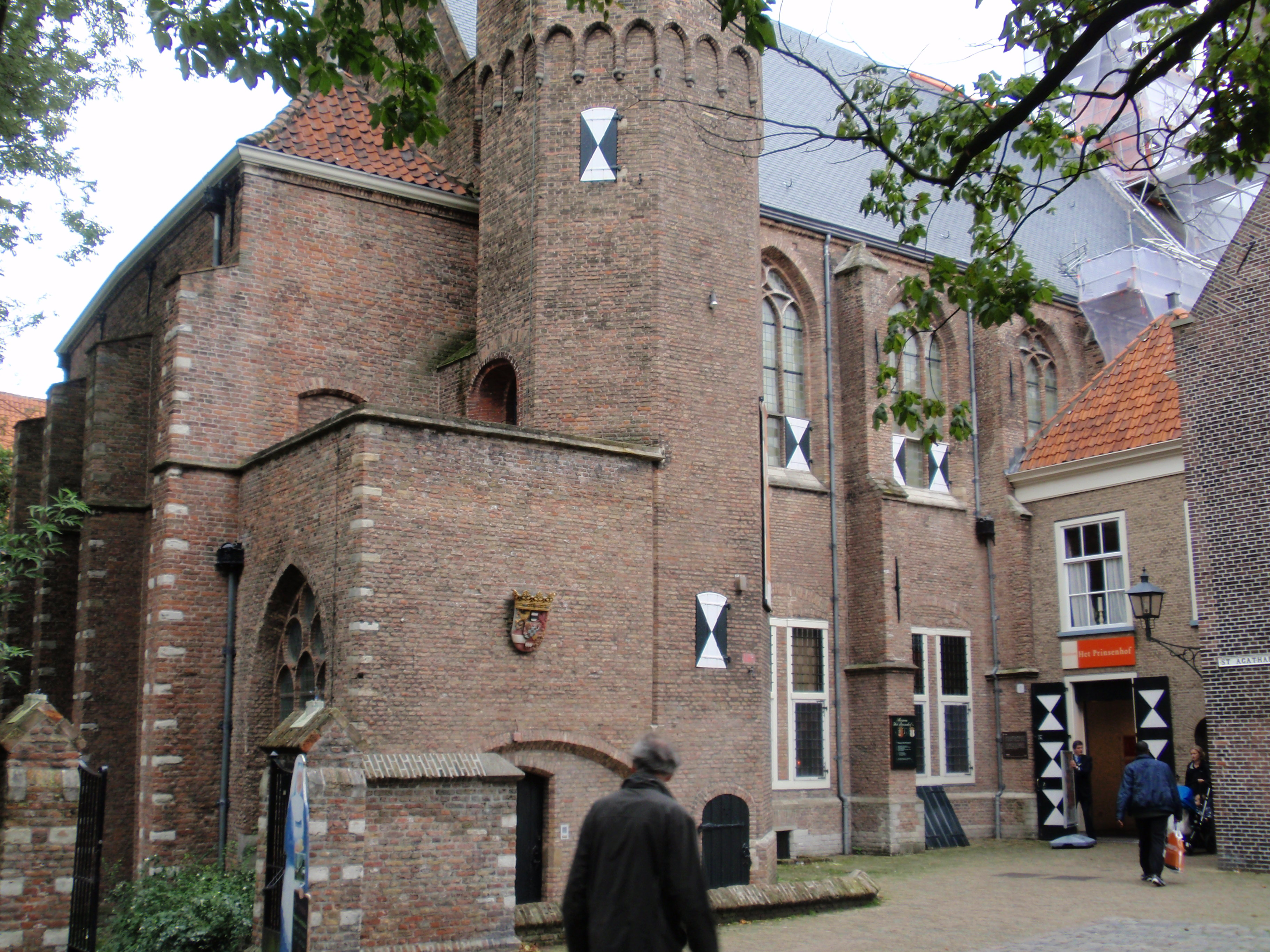
Князівський суд
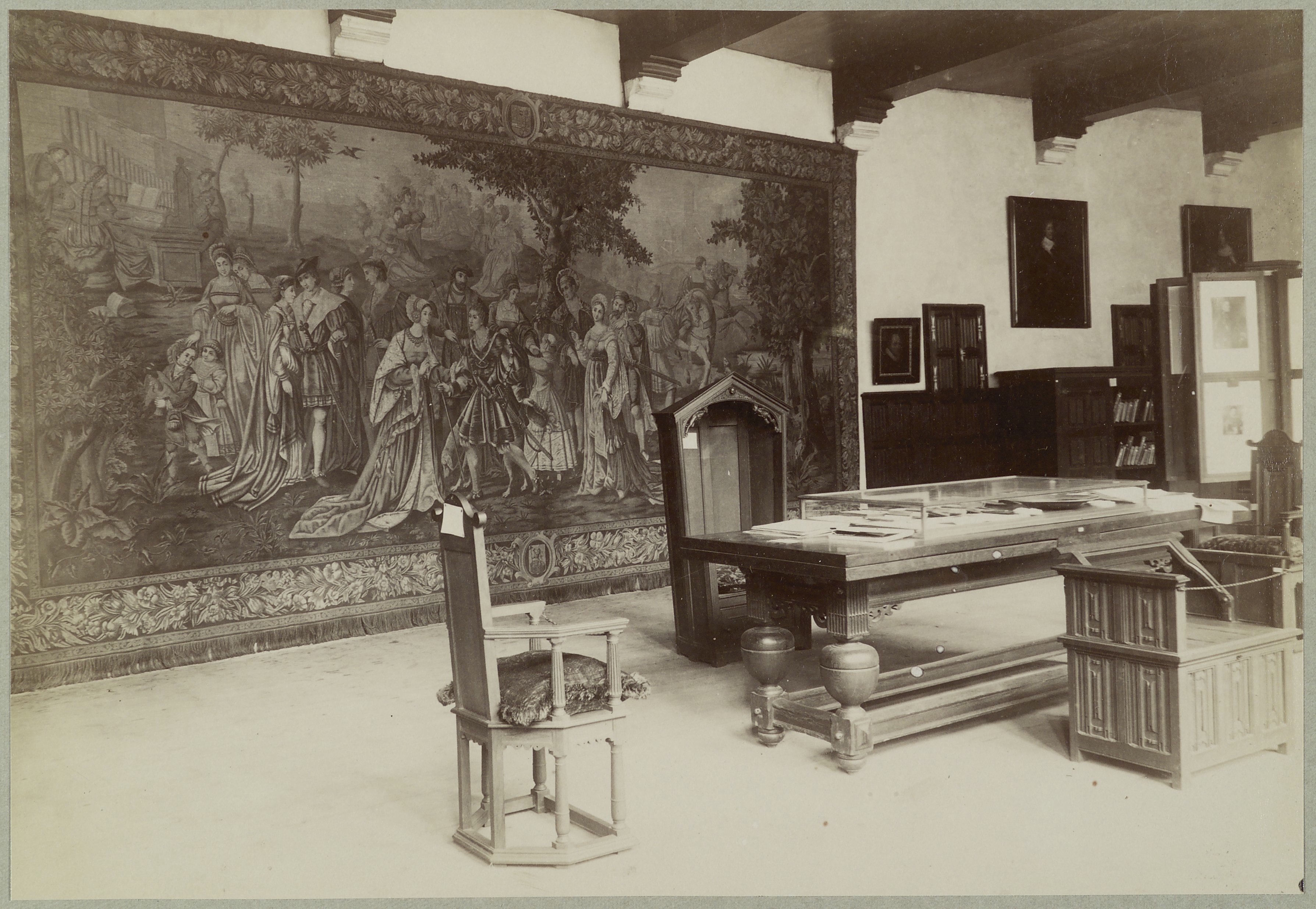
Історичний інтер'єр кімнати з гобеленом

## У XVI столітті
Бурхливі події рішуче втрутилися в спокійне життя жіночого монастиря.
Він був зменшений кількісно, а вивільнені приміщення розділили на різні функції. Монастирська каплиця перейшла до реформатської церкви. Низка колишніх монастирських приміщень переобладнана під житло. Саме в цегляних приміщеннях колишнього монастиря створив власну резиденцію принц Вільгельм І Оранський, керівник повсталих в добу Нідерландської революції.

## Подальша історія
Впродовж століть монастирські приміщення використовувались за різним призначенням. З середини 17 ст. тут облаштували ткацьке виробництво, низку крамниць на першому поверху з продажу сукон і тканин. Другий поверх використовували для житла володарів крамничок. В період 1775—1807 років тут діяла латинська школа.

## Перетворення на музей

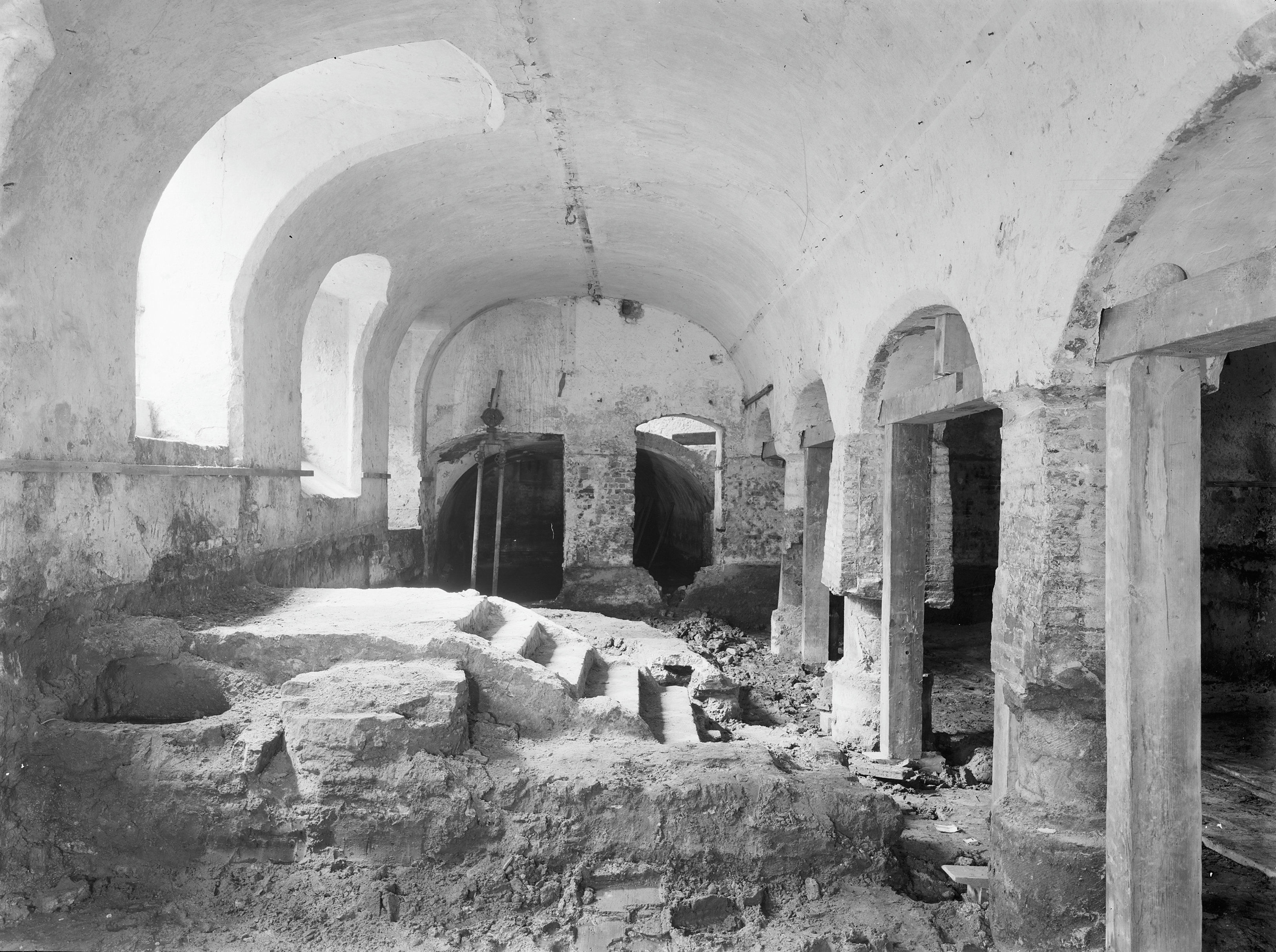
Внутрішній підвал під історичним залом
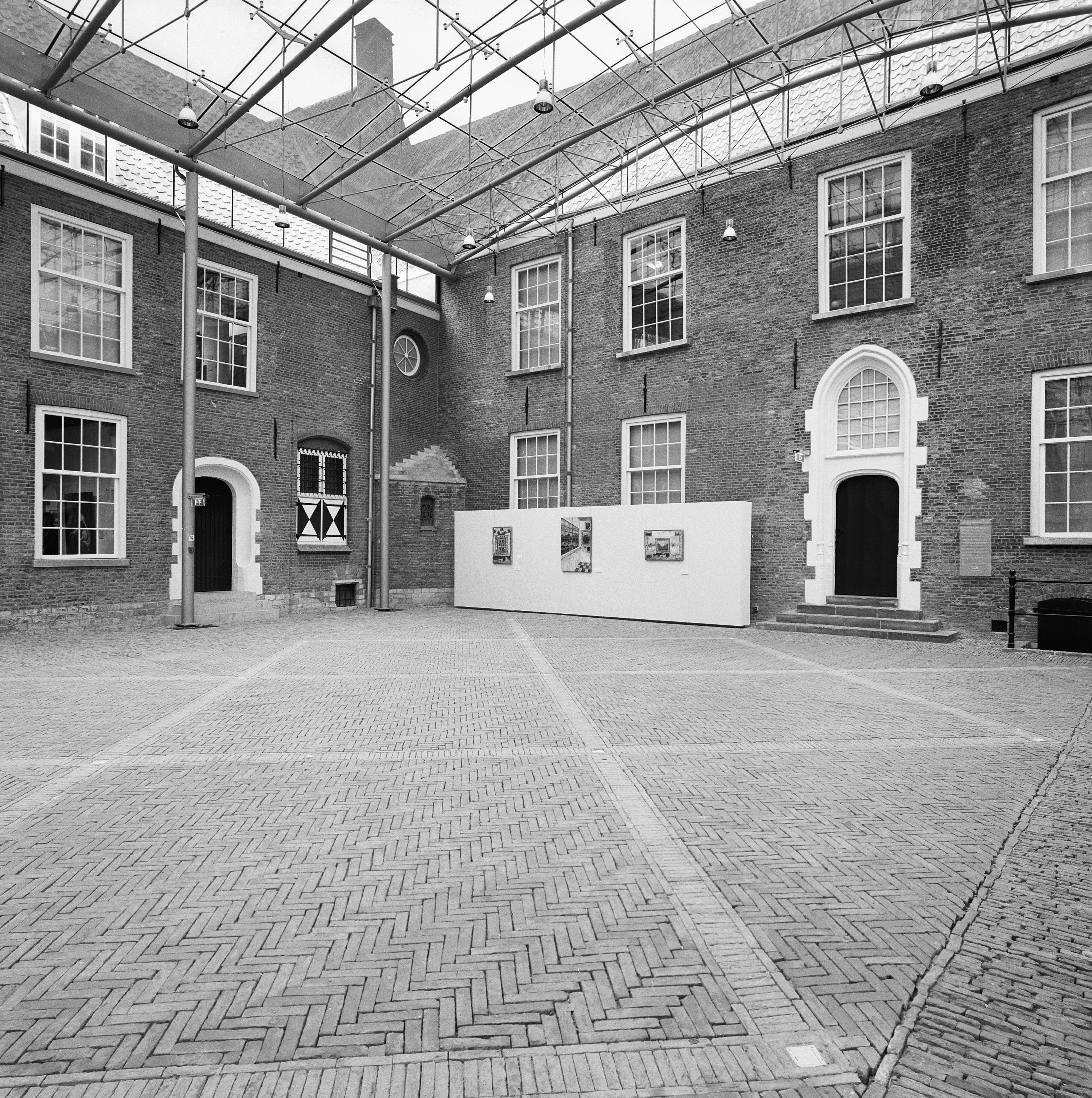
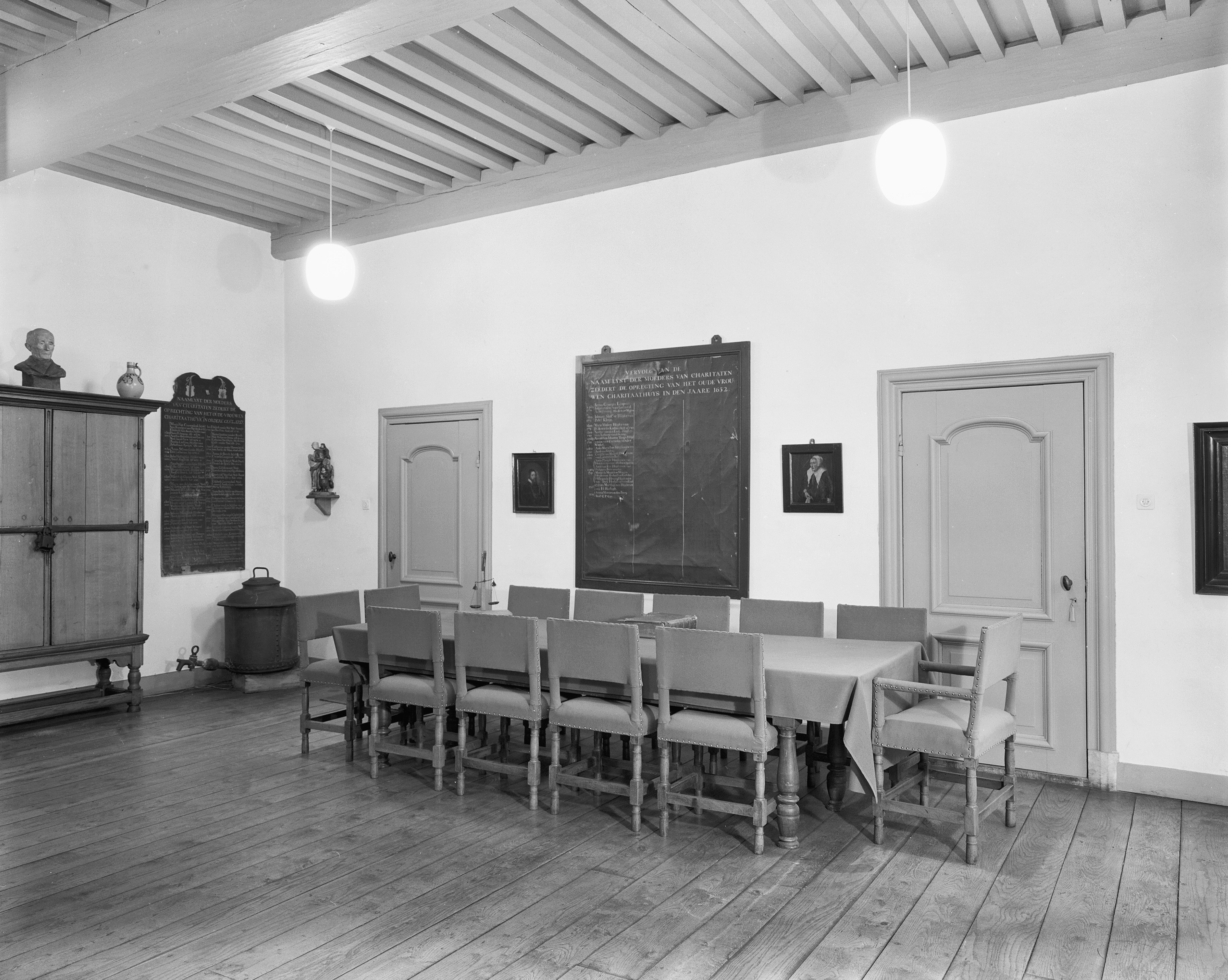
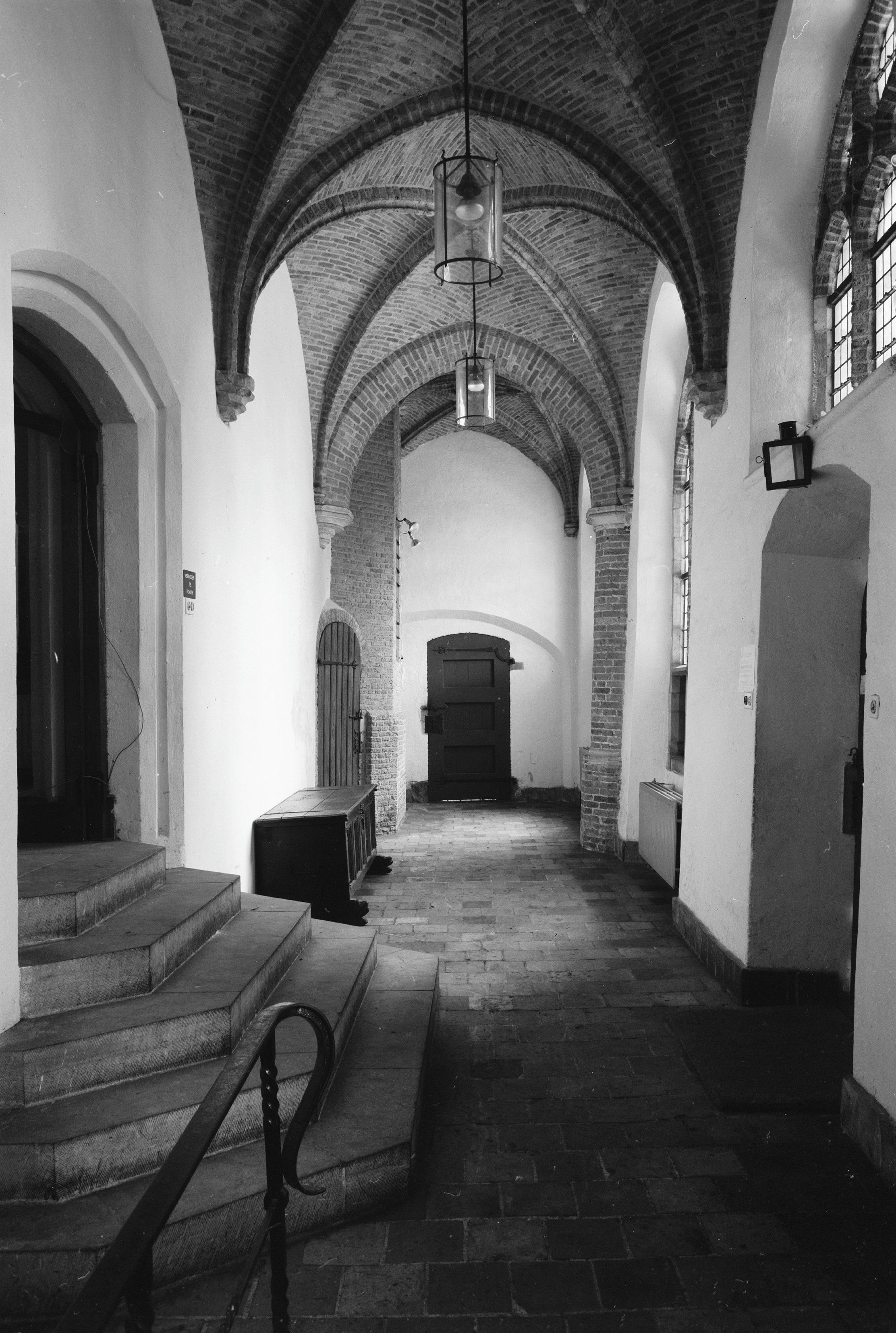
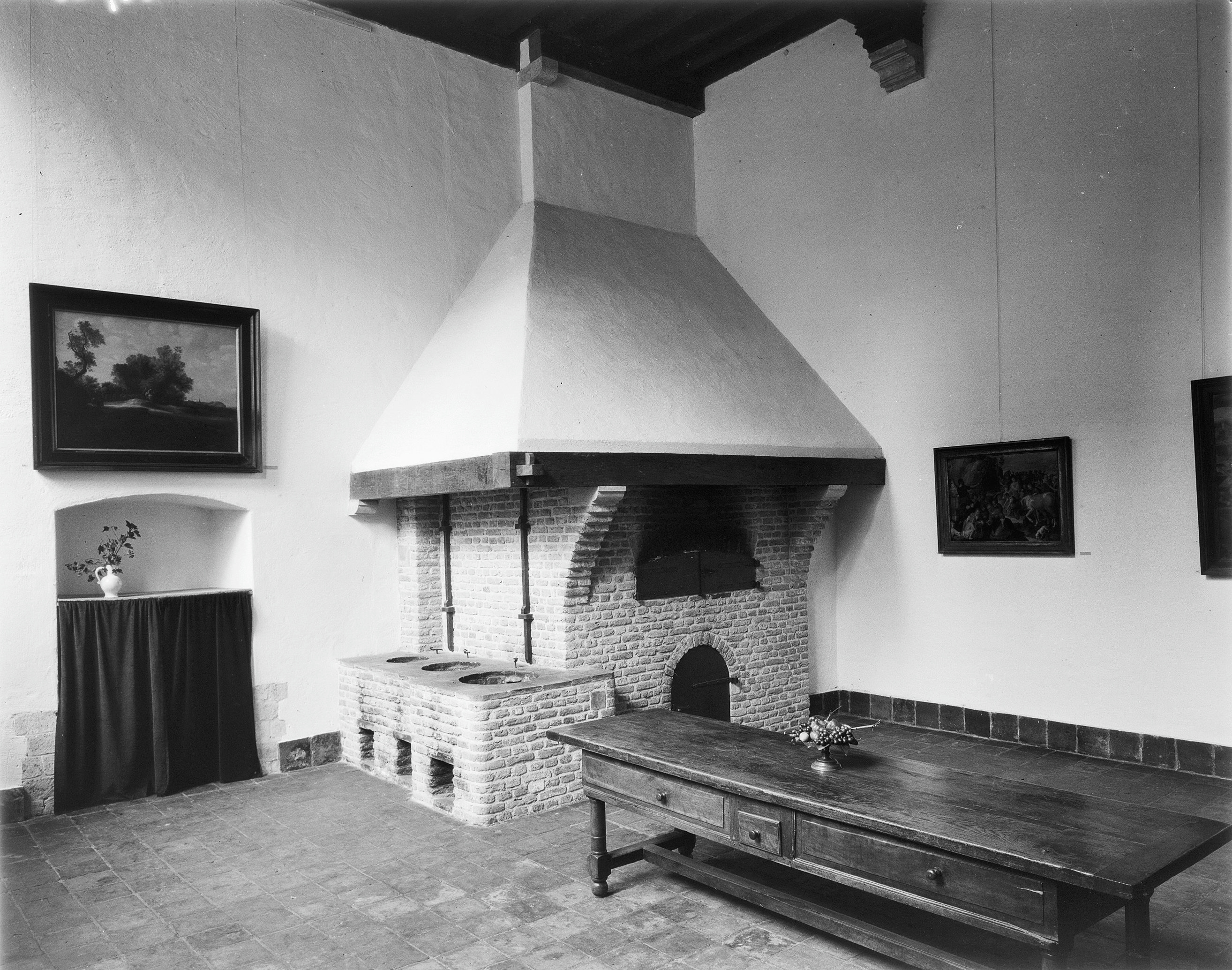
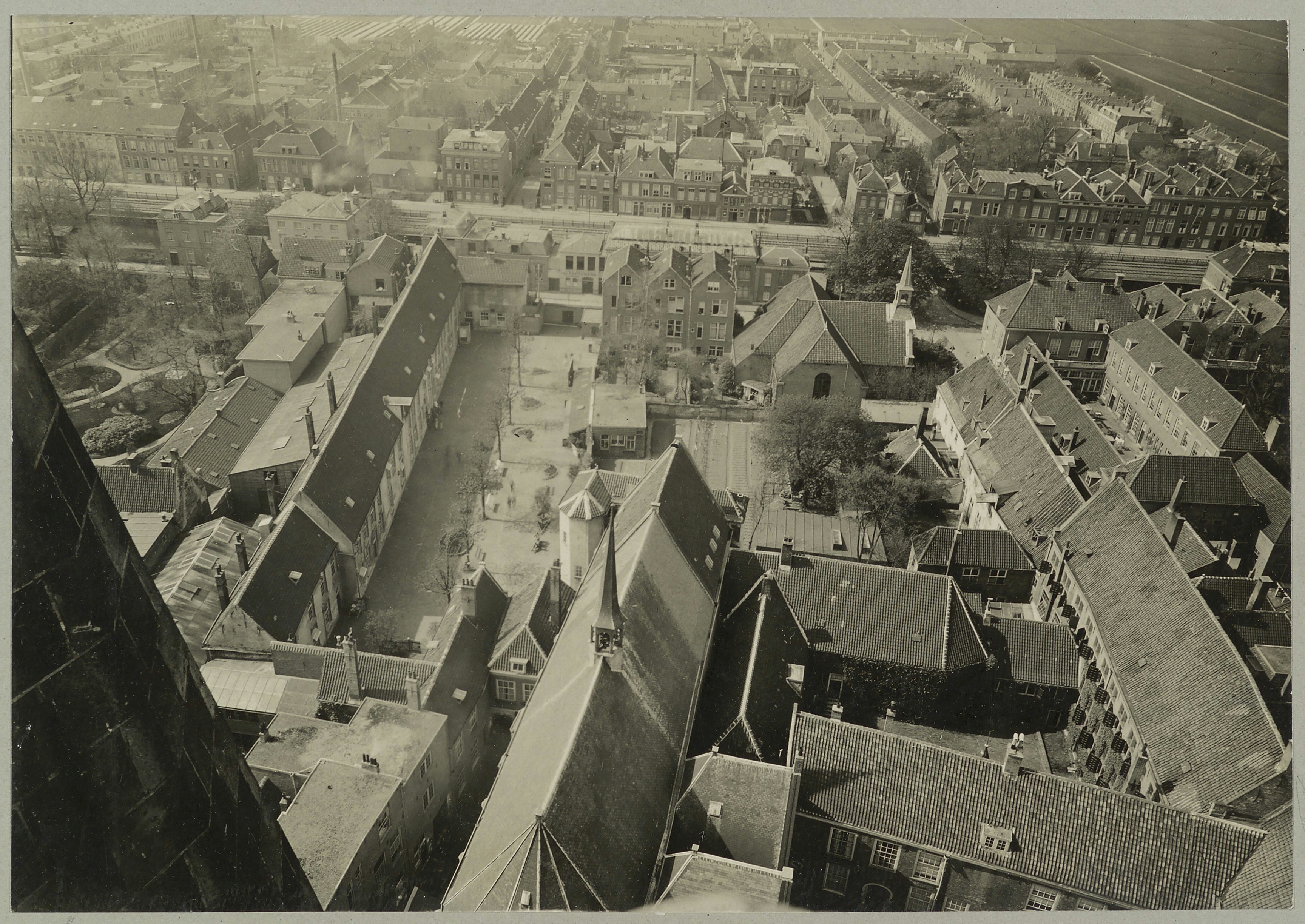

В період 1932—1951 років муніципалітет міста керував реставраційними роботами і пристосуванням частки приміщень під міський музей. Каплиця належить реформатській церкві. В південному крилі монастирського комплексу існує невеликий жіночий монастир.
Музей має історико-меморіальне значення, позаяк в його приміщенні було скоєнє політичне убивство  керівника Нідерландської революції і засновника нової держави принца Вільгельма І Оранського.
Музей також збирає і демонструє історичні артефакти, старовинні мапи відповідні історії Північних Нідерландів, розвитку міст, історії самого міста Делфт.
В невеликій кількості в музеї представлена середньовічна скульптура, портретна галерея історичних осіб і зразки уславленої делфтської порцеляни.
Музей працює щоденно, окрім понеділка.

## Відновлені декоративні сади

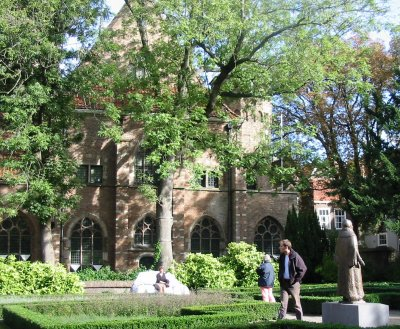
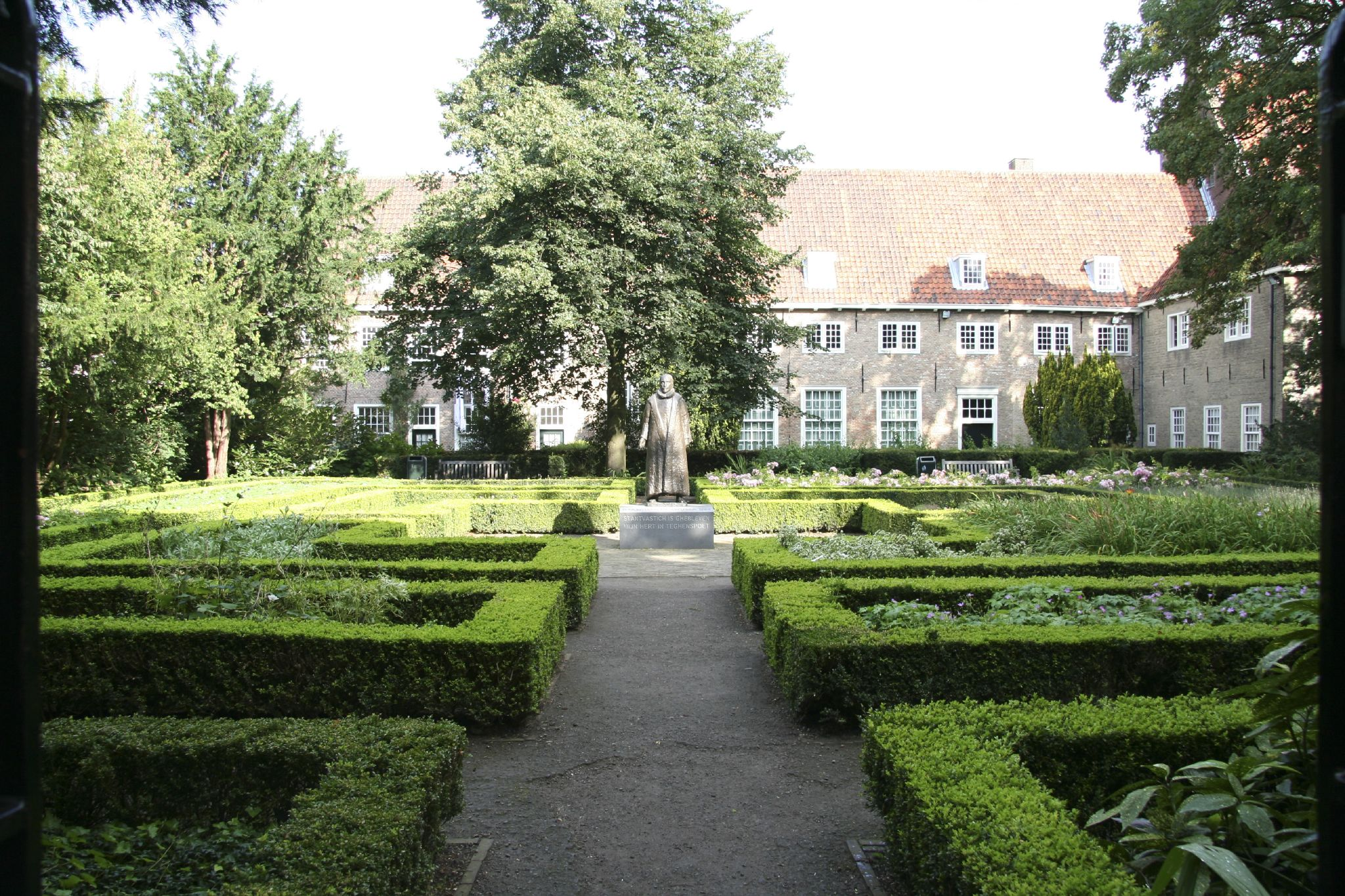
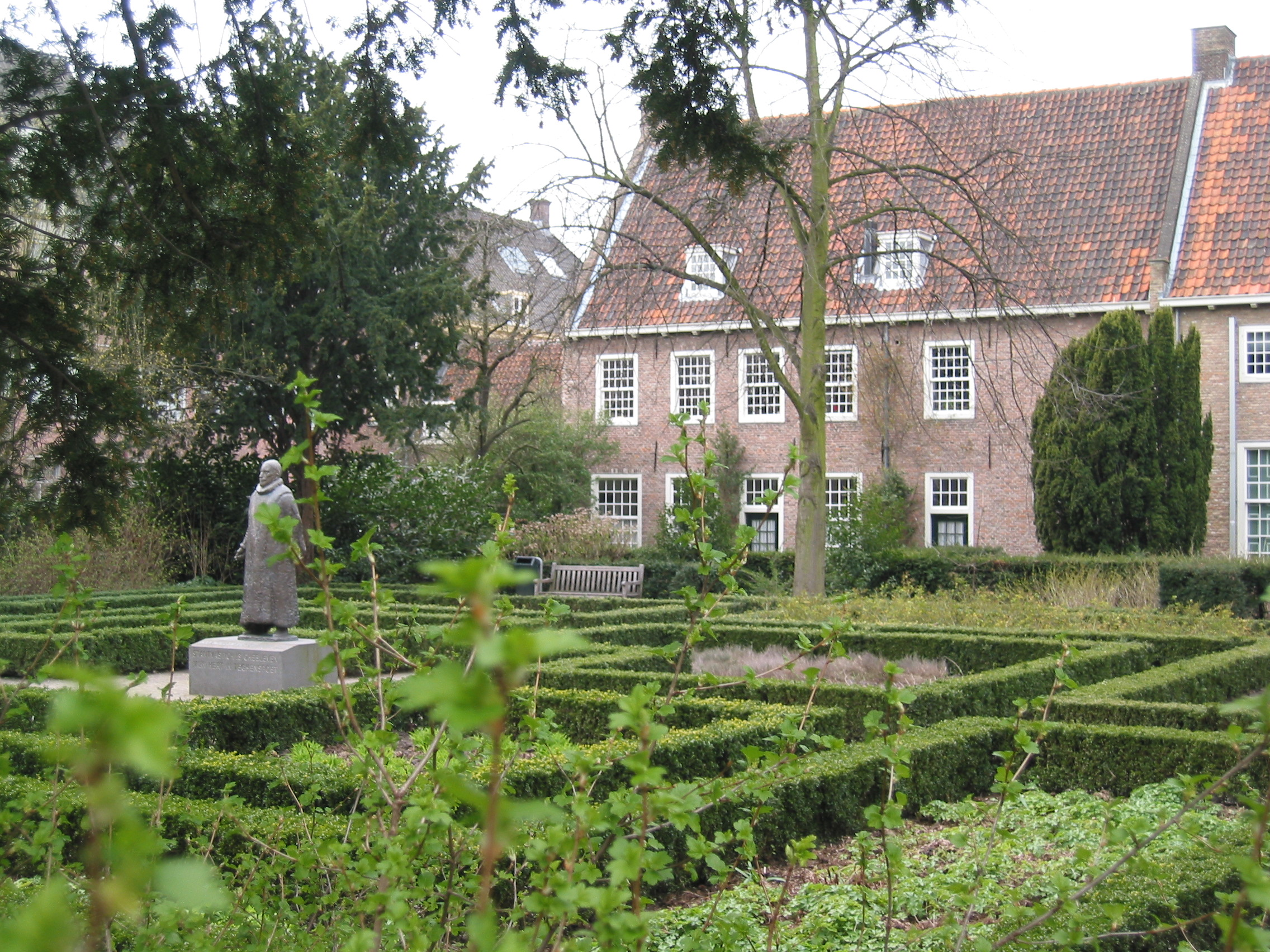

## Галерея історичних портретів

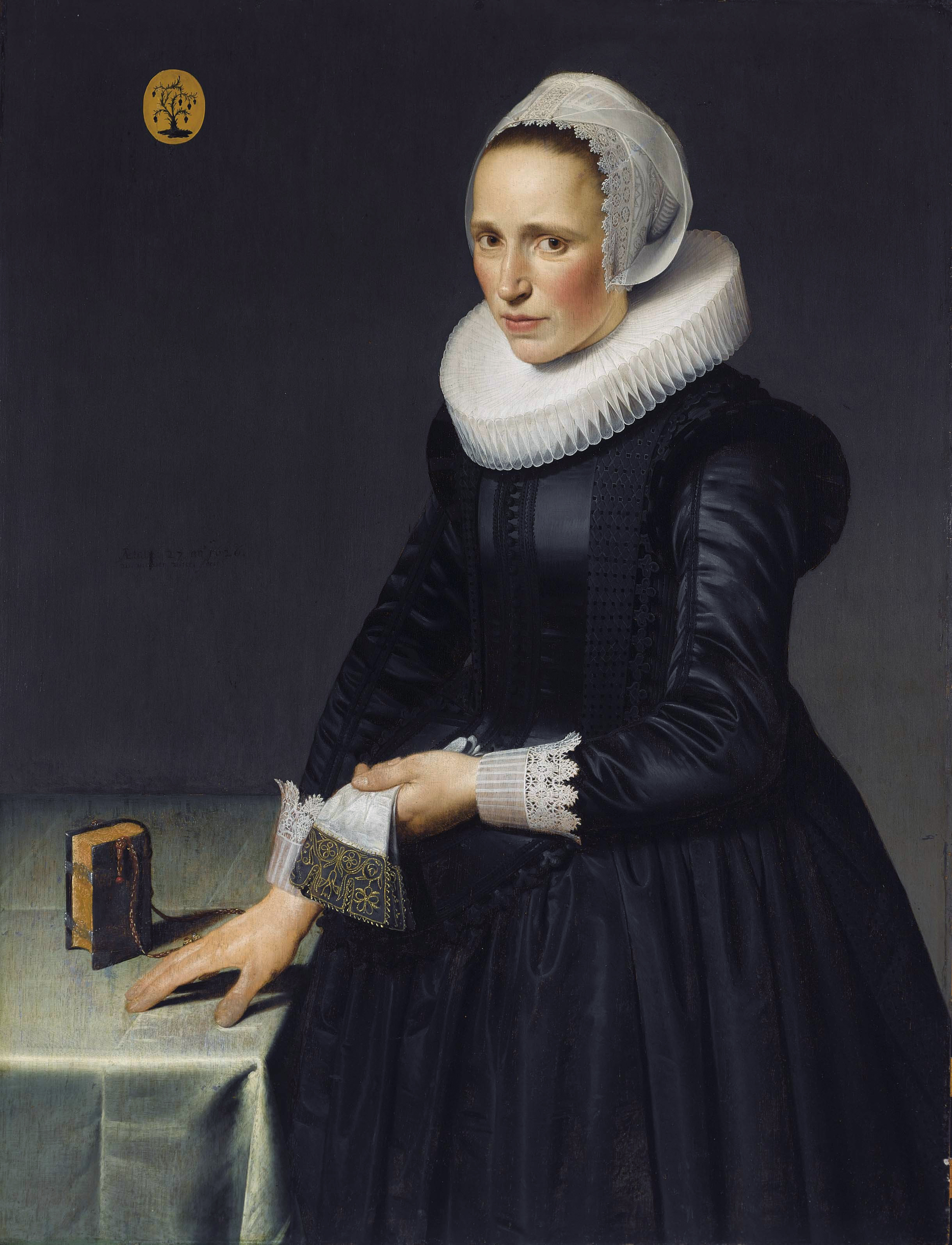
Віллем ван дер Вліт. «Марія Пейнакер», 1626 р.
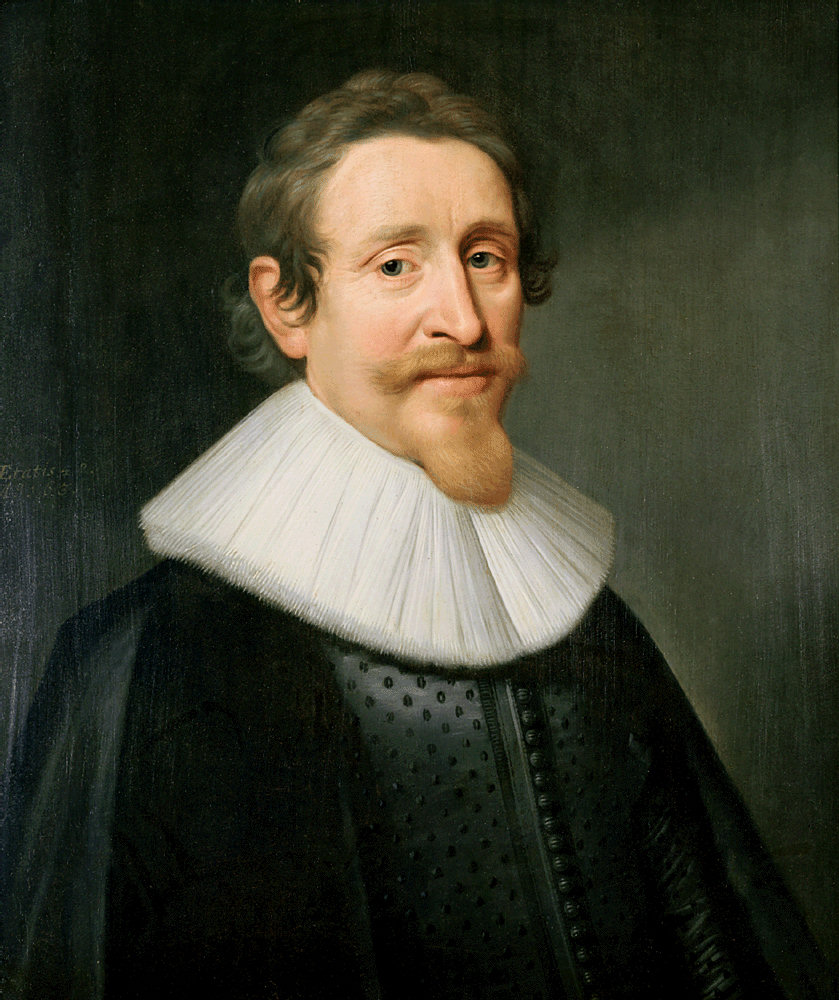
Міхіль Янс ван Міревельт. «Гуго Гроцій», 1631 р.
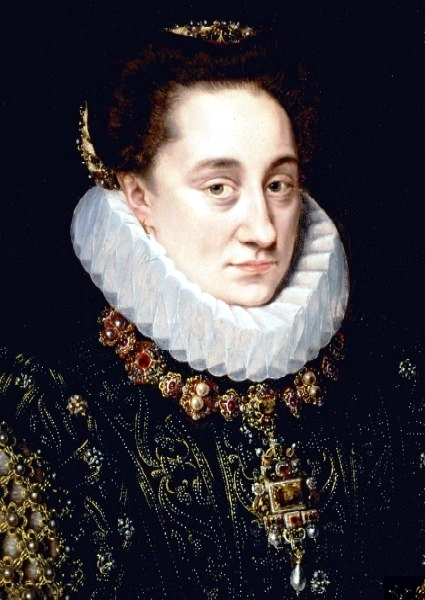
Адріан Томас Кей. «Княгиня Марія Нассау», до 1590 р.
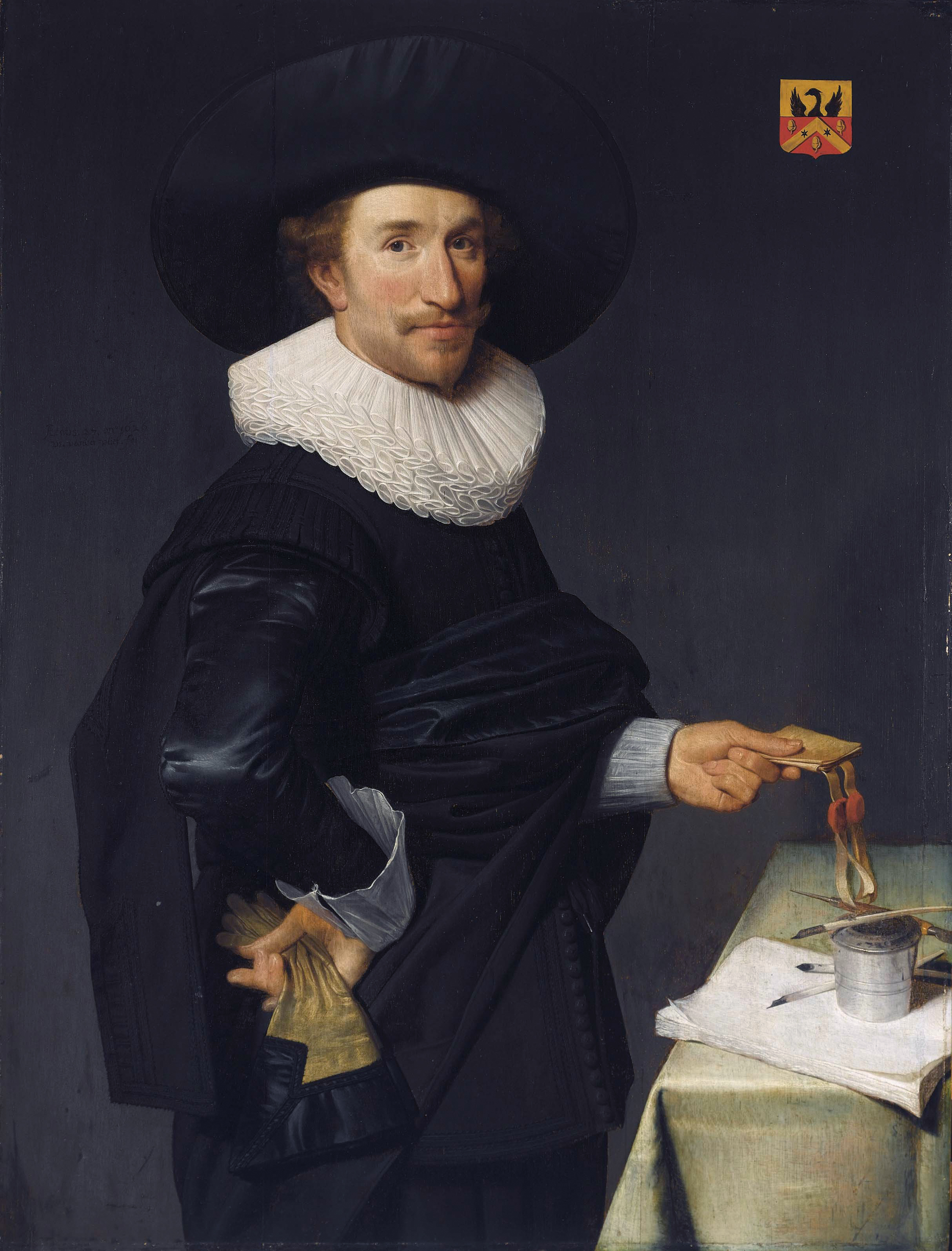
Віллем ван дер Вліт. «Віллем де Ланге», 1626 р.
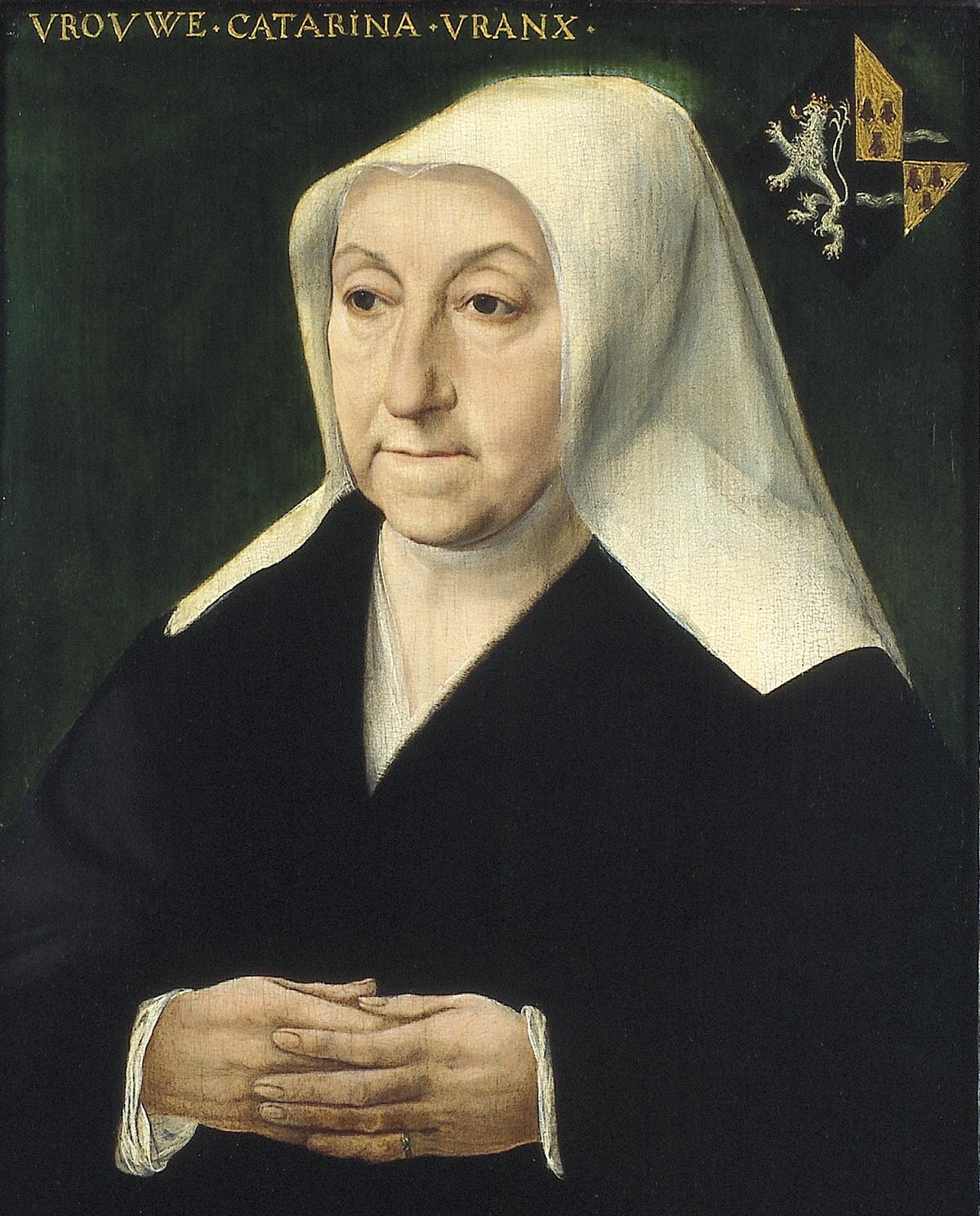
Худ. Ян Мостарт (?). «Катарина Вранкс»
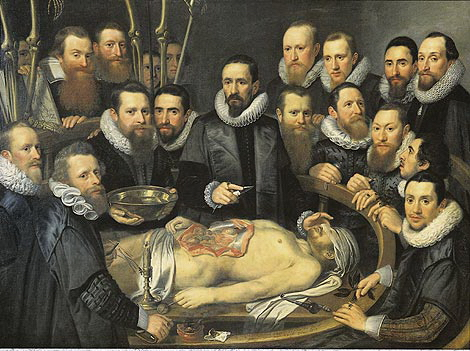
Міхіль Янс ван Міревельт. «Урок анатомії», 1617 р.

## Живопис інших жанрів

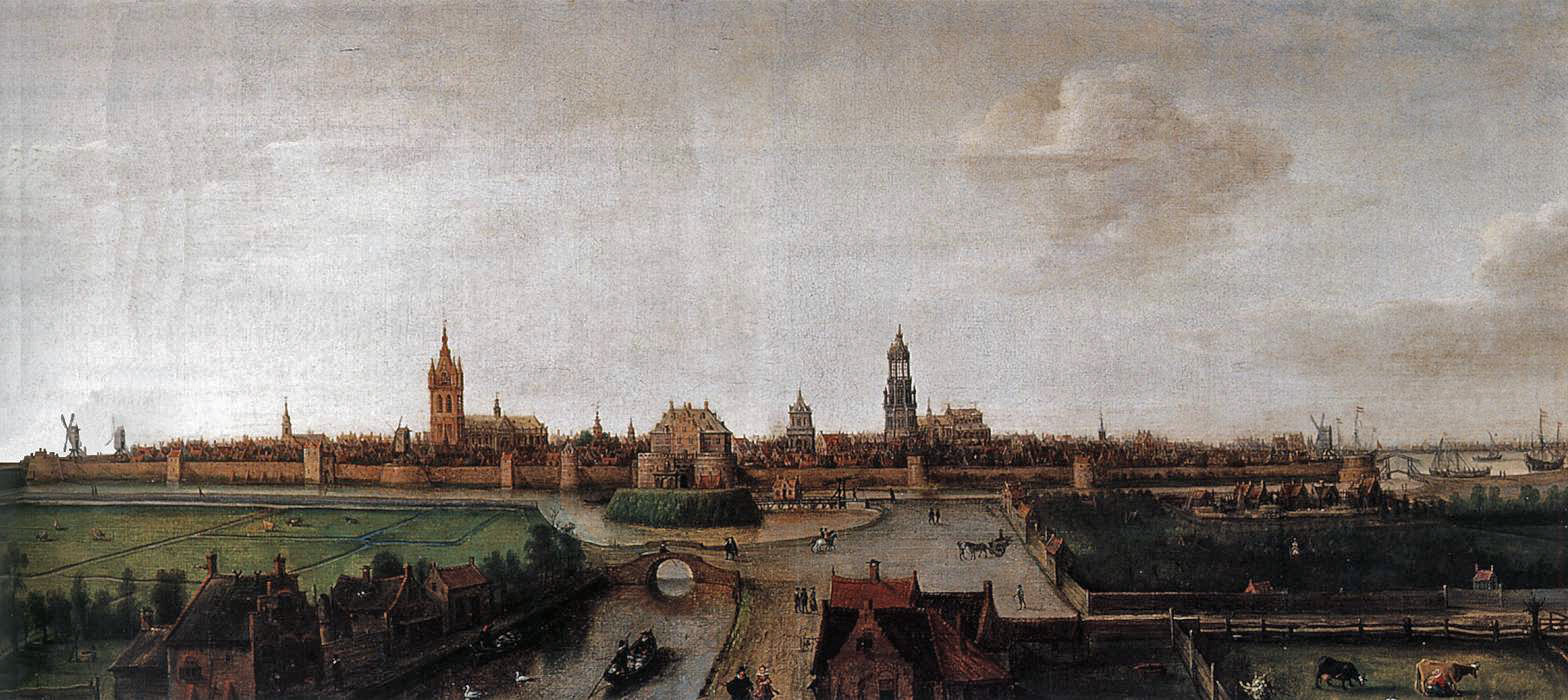
Гендрік Корнеліс Врум. «Краєвид Делфта з південного заходу», бл. 1615 р.

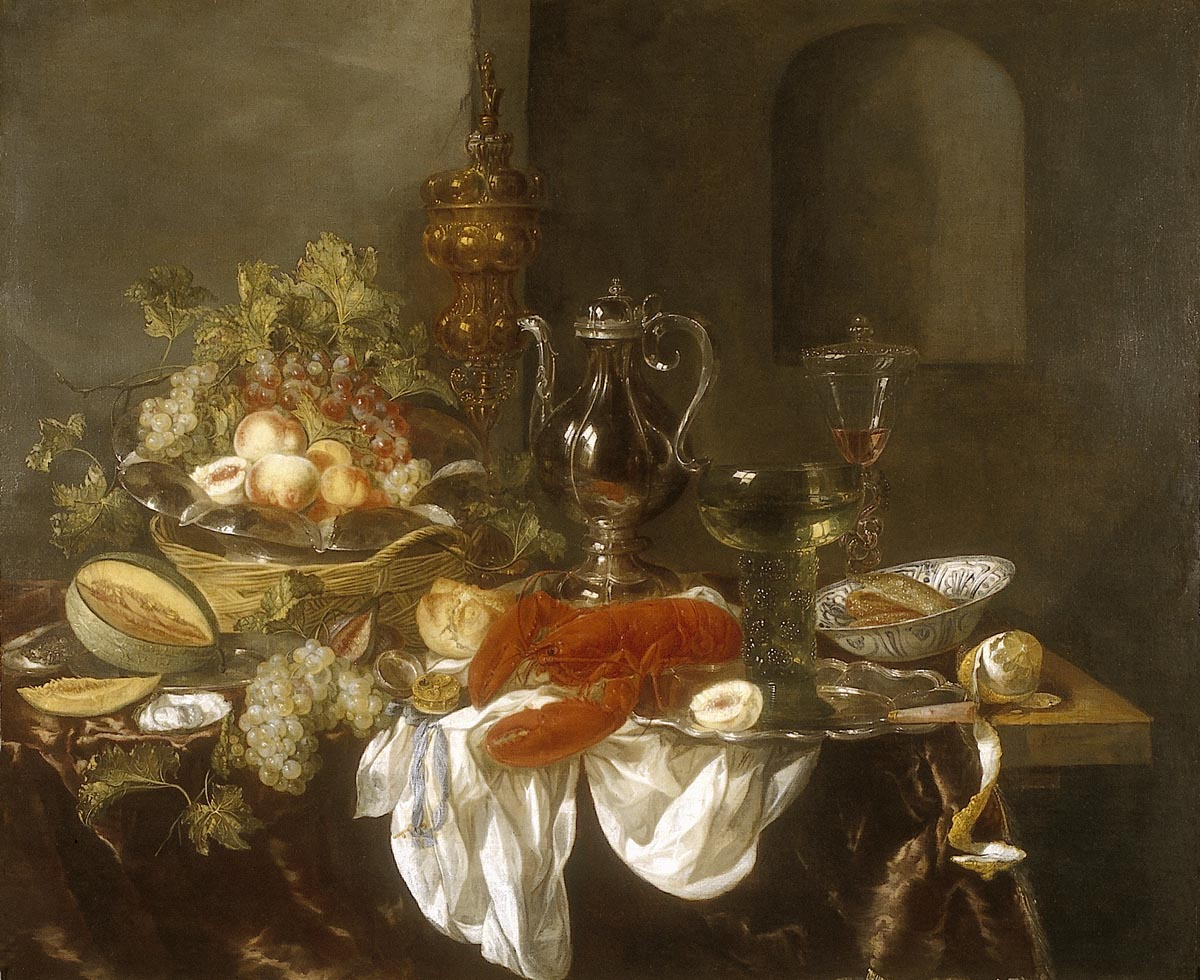
Абрахам ван Беєрен. «Натюрморт з фруктами, коштовним посудом і лобстером», до 1670 р.
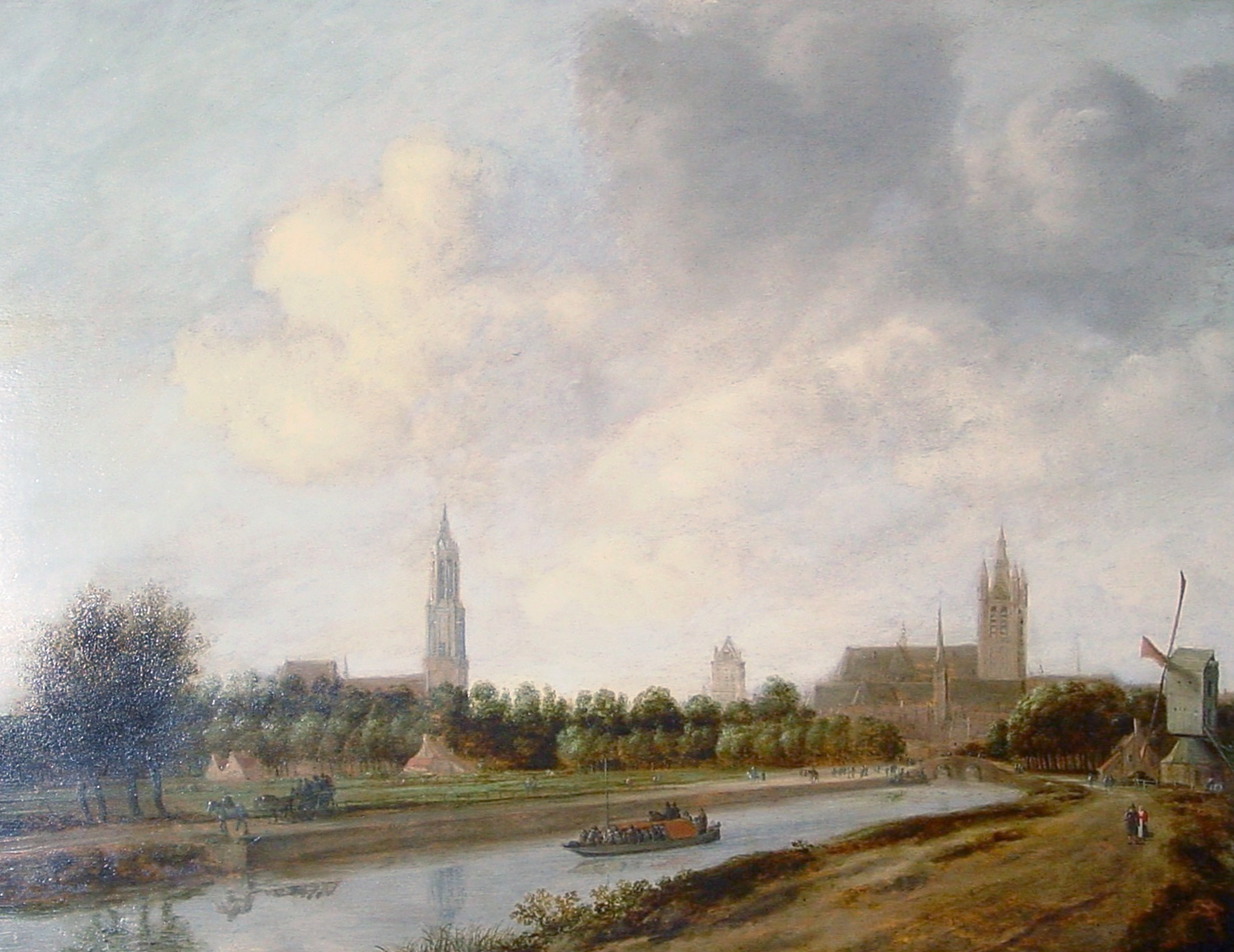
Ян де Вос старший. «Краєвид Делфта з Новою і Старою церквами», 1647 р.
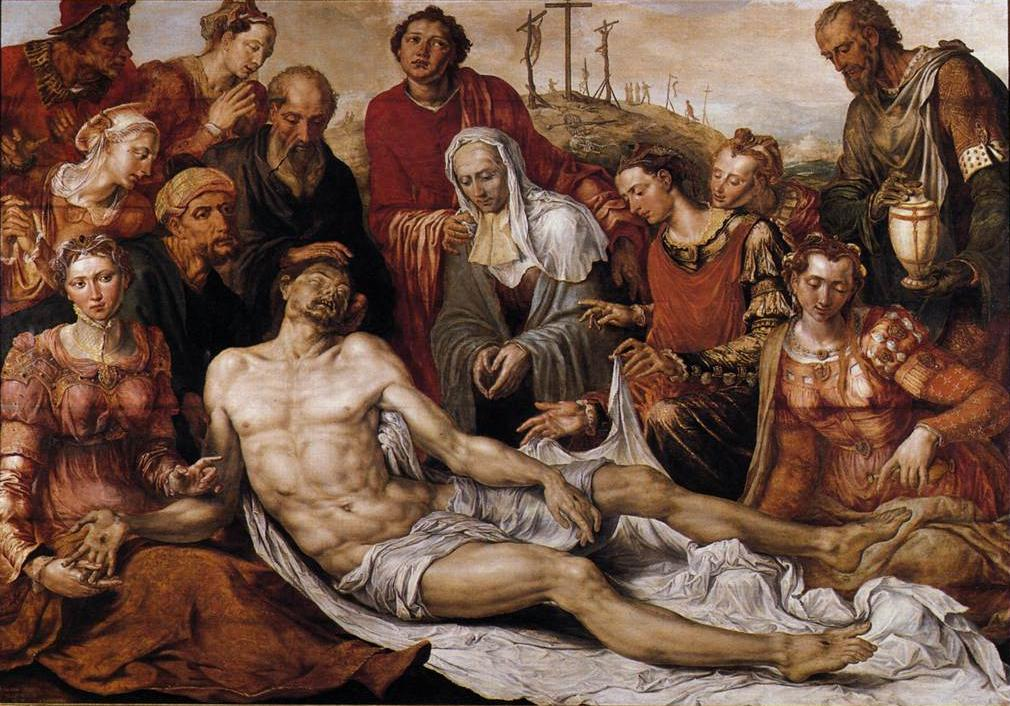
Мартен ван Гемскерк. «Оплакування Христа», 1566 р.
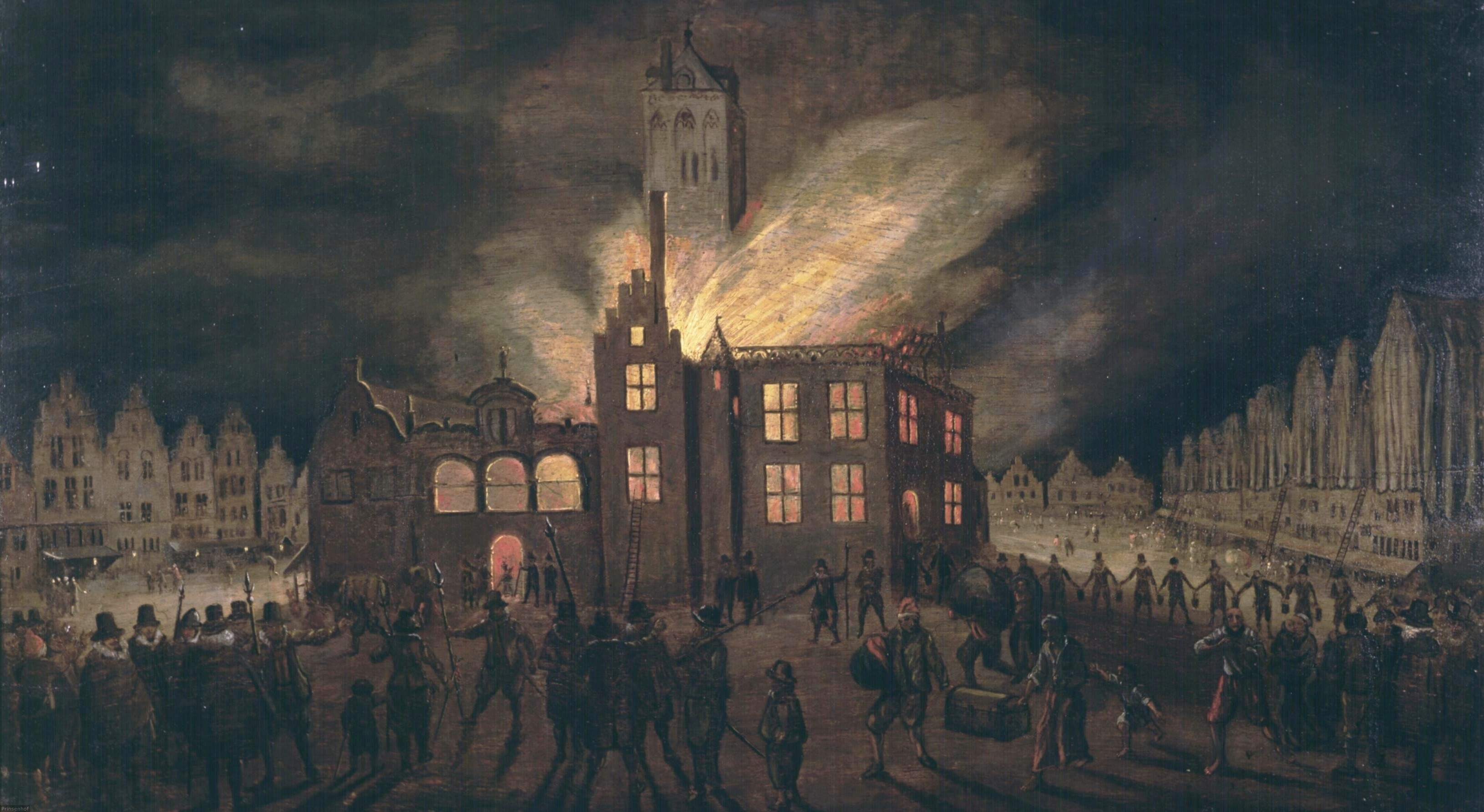
«Пожежа в мерії Делфта 4 березня 1618 року»
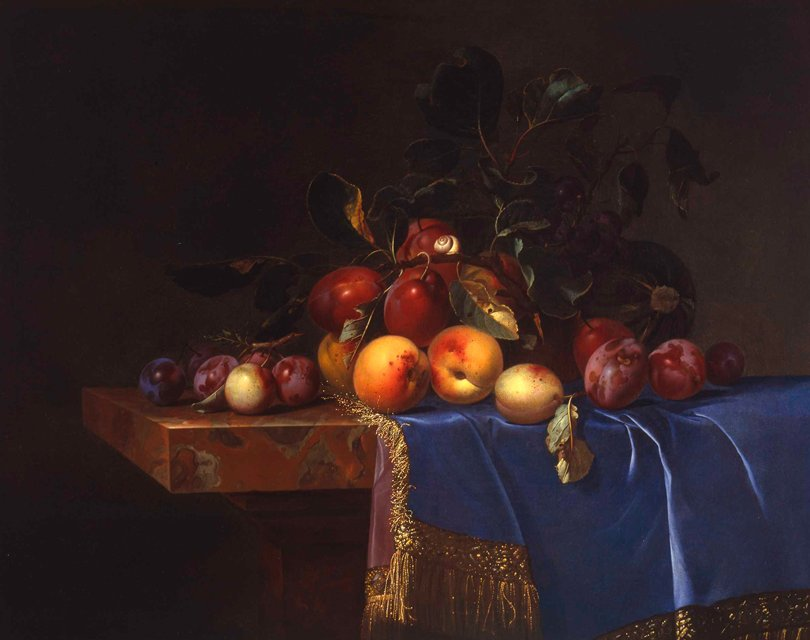
Віллем ван Альст. «Персики і сливи», 1649 р.
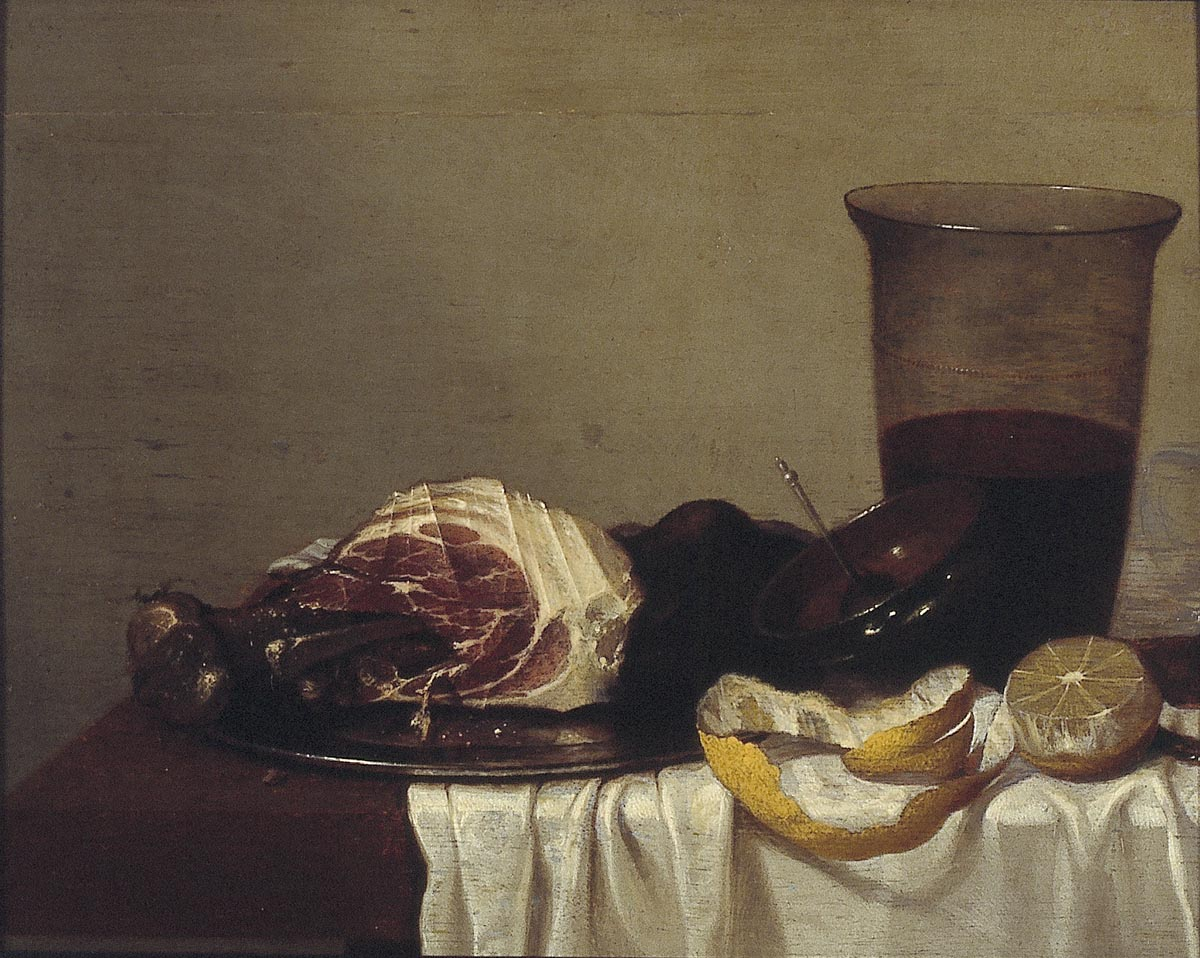
Герріт ван Вюкт. «Шинка, лимон і вино», середина 17 ст.